# Bhadaure (Okhaldhunga)
Bhadaure – gaun wikas samiti we wschodniej części Nepalu w strefie Sagarmatha w dystrykcie Okhaldhunga. Według nepalskiego spisu powszechnego z 2001 roku liczył on 497 gospodarstw domowych i 3030 mieszkańców (1591 kobiet i 1439 mężczyzn).